# Tridéví
Tridéví (v sanskrtu त्रिदेवी) je hinduistický pojem, kterým se označují tři manželky bohů konceptu trimúrti. Tridéví se tedy skládá ze Sarasvatí (manželka Brahmy), Lakšmí (manželka Višnua) a Párvatí (manželka Šivy). Bohyně jsou uctívány především v šaktismu.
Oslavou všech tří bohyní je svátek Navarátrí, kdy je během prvních třech nocí uctívána Durga, další tři dny jsou věnovány Lakší a následné tři noci je uctívána Sarasvatí.